# Инзельберг, Владимир Дмитриевич
Влади́мир Дми́триевич Инзельбе́рг (14 марта 1938, Ленинград — 25 октября 2009, Пермь) — российский историк, библиограф, заведующий Научно-библиографическим отделом Научной библиотеки Пермского государственного университета, главный библиограф Пермского общества «Арабеск», крупнейший специалист в области краеведческой библиографии. Почётный работник высшего профессионального образования Российской Федерации (2006).

## Биография
В 1960 году он поступил на исторический факультет Пермского государственного университета.
В 1965 году Владимир Дмитриевич успешно окончил исторический факультет и был принят на работу в Научную библиотеку Пермского госуниверситета, где трудился сначала в качестве библиографа, затем главного библиографа.
С 1972 года и вплоть до кончины он возглавлял научно-библиографический отдел библиотеки. Ему удалось создать дружный и сплоченный коллектив единомышленников, способный успешно решать задачи по качественному обеспечению учебного процесса, пропаганде научных достижений университетских преподавателей и сотрудников.

## Вклад в региональную библиографию и краеведение
В. Д. Инзельберг участвовал в подготовке библиографической серии «Природа Урала», которая создавалась библиотеками Уральского объединения: Пермской, Свердловской, Челябинской, Оренбургской, Курганской областными библиотеками, республиканским библиотеками Башкирской и Удмуртской АССР и Научной библиотекой Пермского государственного университета.
С 1970-х годов он занимался составительской и библиографической работой по истории пермской науки. Владимиром Дмитриевичем подготовлено несколько биобиблиографических указателей, посвященных ученым университета – профессорам Г. А. Максимовичу, И. И. Лапкину, В. П. Живописцеву; прикнижные библиографии, опубликованные в серии мемориальных изданий о пермских историках Л. Е. Кертмане, В. А. Оборине, Я. Б. Рабиновиче, филологе Р. В. Коминой, экономисте В. Ф. Тиунове, геологе П. А. Софроницком.
Благодаря архивным разысканиям В. Д. Инзельбергом возвращены из забвения имена талантливых ученых, в разные годы работавших в Пермском университете: экономиста и социолога М. И. Альтшуллера, филологов А. П. Кадлубовского и Б. А. Кржевского, юристов В. Н. Дурденевского и А. Н. Круглевского.
Другим направлением библиографической деятельности Владимира Дмитриевича являлось его участие в подготовке библиографических материалов для факультетских и межвузовских тематических сборников научных трудов и «Вестников Пермского университета», обобщающих справочных и энциклопедических изданий, таких как «Краеведы и краеведческие организации Перми» (Т.1. Пермь, 2000), «Краеведы и краеведческие организации Перми и Пермского края» (Т. 2. Пермь, 2006), «Профессора Пермского университета» (Пермь, 2001) и других.

## Избранные работы
- Библиографический указатель научных трудов сотрудников ПГУ. 1916-1965 гг. — Пермь, 1966 (в соавторстве с Г. А. Азановой и др.).
- Роль занятий по основам библиографии и информатики в активизации самостоятельной работы студентов // Проблемы активизации самостоятельной работы студентов. — Пермь, 1979. — С 127 – 131 (в соавторстве с З.М. Гревновой).
- Библиография литературы по проблемам насилия, террора и репрессий, опубликованной в СССР и России в 1986-1996 гг. // История и террор: Материалы межвуз. науч. конф. — Пермь, 1998. — Вып. 3. — С. 60-92 (в соавторстве с Н.И. Чечеговой).
- История пермской науки: публикации 90-х годов // Архивы и современная история Прикамья: (К 60-летию образования Пермской области). — Пермь, 1998.
- Сводный указатель отечественных и иностранных журналов, хранящихся в фондах библиотек вузов города Перми. — Пермь, 1998 (в соавторстве с А.Л. Гольдштейном).
- Роль Пермского университета в краеведении // Взгляд на историю Прикамья на пороге XXI века: тез. докл. науч.-практ. конф., посвящ. 200-летию Перм. губернии. — Пермь, 1997. — С. 125-128.
- Альтшуллер Михаил Израилевич // Краеведы и краеведческие организации Перми: Библиографический справочник / Сост.: Т.И. Быстрых, А.В. Шилов. — Пермь: Курсив, 2000. — С. 68.
- Гантман Лазарь Моисеевич // Краеведы и краеведческие организации Перми: Библиографический справочник / Сост.: Т.И. Быстрых, А.В. Шилов. — Пермь: Курсив, 2000. — С. 103-104.
- Генкель Александр Германович // Краеведы и краеведческие организации Перми: Библиографический справочник / Сост.: Т.И. Быстрых, А.В. Шилов. — Пермь: Курсив, 2000. — С. 105.
- Красноперов Егор Иванович // Краеведы и краеведческие организации Перми: Библиографический справочник / Сост.: Т.И. Быстрых, А.В. Шилов. — Пермь: Курсив, 2000. — С. 157-158.
- Ошуркова Римма Александровна // Краеведы и краеведческие организации Перми: Библиографический справочник / Сост.: Т.И. Быстрых, А.В. Шилов. — Пермь: Курсив, 2000. — С. 202-203.
- Плотников Николай Иванович // Краеведы и краеведческие организации Перми: Библиографический справочник / Сост.: Т.И. Быстрых, А.В. Шилов. — Пермь: Курсив, 2000. — С. 209.
- Томсинский Соломон Маркович // Краеведы и краеведческие организации Перми: Библиографический справочник / Сост.: Т.И. Быстрых, А.В. Шилов. — Пермь: Курсив, 2000. С. 266-267.
- Шарыгин Михаил Дмитриевич // Краеведы и краеведческие организации Перми: Библиографический справочник / Сост.: Т.И. Быстрых, А.В. Шилов. — Пермь: Курсив, 2000. С. 293.
- Шмидт Алексей Викторович // Краеведы и краеведческие организации Перми: Библиографический справочник / Сост.: Т.И. Быстрых, А.В. Шилов. — Пермь: Курсив, 2000. С. 299-300.
- Некоторые аспекты библиотечного краеведения в вузовских библиотеках г. Перми // Страницы прошлого: Избранные материалы краевед. Смышляевских чтений в г. Перми. Вып. 3. — Пермь, 2001.
- Почти всё о легендарной Л. П. Сахаровой. — Пермь: Арабеск, 2001. — 97 с. (в соавторстве Е.П. Субботиным и М.И. Серовым).
- Библиографическое краеведение в библиотеке Пермского университета // Библиотеки вузов Урала: проблемы и опыт работы: Науч.- практ. сб. / Сост. Г.С. Щербинина; Под ред. Г.Ю. Кудряшовой. Вып. 1. — Екатеринбург: ГОУ УГТУ-УПИ, 2002. — С. 69 – 74.
- Информационная культура студентов: проблемы формирования // Библиотеки вузов Урала: проблемы и опыт работы: Науч.- практ. сб. / Сост. Г.С. Щербинина; Под ред. Г.Ю. Кудряшовой. Вып. 1. — Екатеринбург: ГОУ УГТУ-УПИ, 2002. — 75 – 82.
- Библиотека Пермского университета: участие в издательских проектах и научных конференциях // Библиотеки вузов Урала: проблемы и опыт работы. Вып. 6. — Екатеринбург, 2005.
- Список печатных работ Владислава Владимировича Мухина // Исследования по истории Урала сборник статей: [к 75-летию историка Владислава Владимировича Мухина] / Пермский государственный университет; Чагин Георгий Николаевич. — Пермь: Б/и, 2005. — С. 11-25.